# Passeggiata/Dolce Susanna
Passeggiata/Dolce Susanna è il secondo singolo del cantautore italiano Ron, pubblicato come "Rosalino" dalla It nel 1970.

## Descrizione
Il lato A Passeggiata è arrangiata da Gianni Marchetti, mentre il lato B Dolce Susanna è arrangiata da Mario Capuano. Un mese dopo la pubblicazione di questo 45 giri Dolce Susanna è stata incisa dall'autore della musica Lucio Dalla nel suo album Terra di Gaibola.

## Tracce
LATO A
1. Passeggiata (testo: Luciano Rossi – musica: Salvatore Ruisi; edizioni musicali Tank, IT)

LATO B
1. Dolce Susanna (testo: Gianfranco Baldazzi-Sergio Bardotti – musica: Lucio Dalla; edizioni musicali RCA)